# Thank you (BJH)
Thank you is een lied geschreven door John Lees voor het studioalbum Baby James Harvest van Barclay James Harvest.
Het nummer is een opsomming van personen, die BJH wilde bedanken voor de inbreng in hun muziekgeschiedenis tot dan toe. De tekst van het nummer moet gezien worden als een plaatsvervanger van de rubriek “Thank you”, die normaliter op de platenhoes afgebeeld wordt. Deze methode zorgde ervoor dat er later bij heruitgaven van het album op zoek gegaan moest worden naar wie Lees nou eigenlijk bedankt had. Uiteraard werden de echtgenoten genoemd (Olwen Lees, Chris Holroyd en Janet Pritchard; de levenspartner van Woolly Wolstenholme werd niet genoemd), maar ook geluidstechnici, platenbazen, managers kwamen voorbij. Omdat de opnamen voor het album plaatsvonden in de Strawberry Studios van 10cc werden drie leden van die band bedankt (Eric Stewart, Lol Creme en Kevin Godley; Graham Gouldman werd niet genoemd), als ook het door hen ontwikkelde muziekinstrument Gizmotron (Billy Bean’s Machine).
Thank you werd in oktober 1972 uitgebracht als single (HAR 5058), samen met B-kant Medicine man in een nieuw arrangement. Voor die uitgave werd Thank you opnieuw gemixt; men was er niet blij mee en gaf alsnog de albumversie uit. Pas bij heruitgave van het album kwam die remix weer boven tafel. Alhoewel Thank you via een filmpje, geschoten in de Marquee Club, en een optreden in The Old Grey Whistle Test gepromoot werd, behaalde het nergens de hitparade.
De eerste grote hit voor Barclay James Harvest was ook een opsomming, Titles laat een aantal titels van Beatlesnummers horen.